# Подвійне рішення НАТО
Подвійне рішення НАТО (англ. NATO Double-Track Decision; нім. NATO-Doppelbeschluss) — система прийнятих лідерами Сполучених Штатів Америки, Великої Британії, Франції та Федеративної Республіки Німеччина від 12 грудня 1979 року військово-стратегічних рішень у рамках Організації Північноатлантичного договору (НАТО) про застосування двох паралельних і взаємодоповнюючих підходів: зміцнення оборонних потужностей і сприяння переговорам щодо роззброєння та контролю за озброєнням.

## Передісторія
У 70-х роках ХХ століття міжнародна ситуація була позначена суттєвим загостренням питань безпеки й оборони через напружені відносини між світовими супердержавами, насамперед США і СРСР. Геополітичним центром цього протистояння стала Німеччина, територія якої після Другої світової війни була розділена між двома військовими блоками.
У 1974 році СРСР почав випробування балістичної ракетної системи середньої дальності під назвою «Піонер» (за класифікацією НАТО SS-20 mod.1 Saber), а вже у 1976 році ці ракетні комплекси поступили і були прийняті на озброєння. Ефективна дальність таких ракет складала до 5500 кілометрів. Крім того, ракети відзначалися високою точністю, мобільністю, більшим радіусом дії та мали декілька боєголовок індивідуального наведення. Перший ракетний полк заступив на бойове чергування у серпні 1976 року в Білорусі, а з 1978 року система «Піонер» почала масово замінювати старі балістичні ракетні системи середньої дальності Р-12 і Р-14.
З 1972 по 1979 роки між США і СРСР велися переговори про обмеження стратегічних озброєнь (OCB-2/SALT-2), але ракети середньої дальності «Піонер» опинилися за рамками переговорного процесу двох наддержав.
Першим, хто звернув увагу на небезпеку нових ракетних систем для Західної Європи був Федеральний канцлер Федеративної Республіки Німеччини Гельмут Шмідт. Західнонімецький політик звернув увагу громадськості на поточну проблему під час свого виступу в 1977 році в Лондонському інституті стратегічних досліджень. Шмідт заявив, що прийняті на озброєння Радянським Союзом нові ракети кардинально порушують сформовану в цілому ситуацію військово-стратегічної рівноваги в Європі. Він закликав своїх союзників по НАТО прийняти контрзаходи. Канцлер і його прихильники побоювалися, що США могли у відповідь на гіпотетичне застосування СРСР цих ракет проти ФРН, Великої Британії, Італії та країн Бенілюксу відступити від своїх гарантій. Адміністрація президента Джиммі Картера схилялася до ведення переговорів про стратегічні озброєння в рамках політики розброєння. Для вирівнювання порушеного балансу Сполучені Штати мали намір розмістити на території ФРН нейтронну зброю. Подібні плани викликали великий резонанс в країнах Західної Європи.
У травні 1978 року на засіданні глав держав та голів урядів держав-членів НАТО у Вашингтоні серед інших питань особливе місце посідала проблематика розвитку відносин між Сходом і Заходом, а вже у грудні 1979 року на позачерговому засіданні міністрів закордонних справ і міністрів оборони у Брюсселі риторика з цього питання набула більш конкретної форми та стала жорсткішою. Реакцією на встановлення СРСР ракет SS-20 стало ухвалення резолюції, що ввійшло в історію під назвою «Подвійне рішення НАТО». Міністри закликали Альянс модернізувати стратегічний потенціал та розпочати розгортання нового ядерного озброєння, а також підтримали ведення переговорів між США та СРСР щодо скорочення ядерних сил дальньої дії.

## «Подвійне рішення»
Рішення, що було прийнято 12 грудня 1979 року, складалося з двох основних частин:
1) було погоджене розташування 464-х крилатих ракет наземного мобільного базування на території спочатку семи, а пізніше п'яти європейських країн-союзників НАТО (Бельгія, Італія, Нідерланди, ФРН та Велика Британія), а також 108 балістичних ракет «Першинг–ІІ» — тільки на території ФРН. Обидва типи ракет знаходились під контролем Сполучених Штатів.
2) запропоновано почати переговори з двостороннього обмеження ракет середньої дальності між Сходом і Заходом.
Сам альянс після прийняття цього рішення зіштовхнувся з внутрішніми проблемами: Данія і Норвегія з огляду на їхній неядерний статус відмовились брати участь у дислокації ракет, а ФРН довгий час відмовлялася розташовувати на своїй території ракети наземного базування. Крім того, уряди Бельгії та Нідерландів відкладали подібне розташування ядерних сил до тих пір, поки не буде зроблена оцінка можливого успіху переговорів щодо обмеження ядерних сил дальньої дії, як і передбачав другий пункт «Подвійного рішення».
Федеральний канцлер Гельмут Шмідт намагався переконати своїх однопартійців у доцільності прийняття цього рішення, але поява нової політичної сили (Партія Зелених) та «руху за мир» перешкоджала планам Шмідта. Наприкінці 1980 року «рух за мир» набув значного підйому і вже у жовтні 1981 року в Бонні на вуличній демонстрації були представлені 700 різноманітних організацій, а маніфест про відмову від ядерної зброї від 10 червня 1982 року підписали 1400 організацій. У жовтні 1982 Бундестаг висловив Шмідту вотум недовіри і той подав у відставку. У ситуації глибокої суспільно-політичної та економічної кризи новим канцлером ФРН стає Гельмут Коль, який під час свого виступу на засіданні Бундестагу 21 листопада 1983 року закликав проголосувати за подвійне рішення, тим самим підтримуючи політику попередника. Гельмут Коль заявив:
|  | Німеччиною керує не вулиця, Німеччиною керує Бундестаг. |

Розгортання ракет «Першинг–ІІ» у кількості 108-ми пускових установок почалося в Західній Німеччині 30 листопада 1983 року і закінчилося в кінці 1985-го.

## Дислокація ракетних установок
| Рік  | Кількість | Розташування               | Розташування    |
| ---- | --------- | -------------------------- | --------------- |
| 1983 | 96        | авіабаза «Greenham Common» | Велика Британія |
| 1984 | 112       | Комізо                     | Італія          |
| 1985 | 48        | Флорен                     | Бельгія         |
| 1986 | 64        | авіабаза «Molesworth»      | Велика Британія |
| 1986 | 96        | Вюшхайм                    | ФРН             |
| 1988 | 48        | авіабаза «Woensdrecht»     | Нідерланди      |

## Реакція СРСР

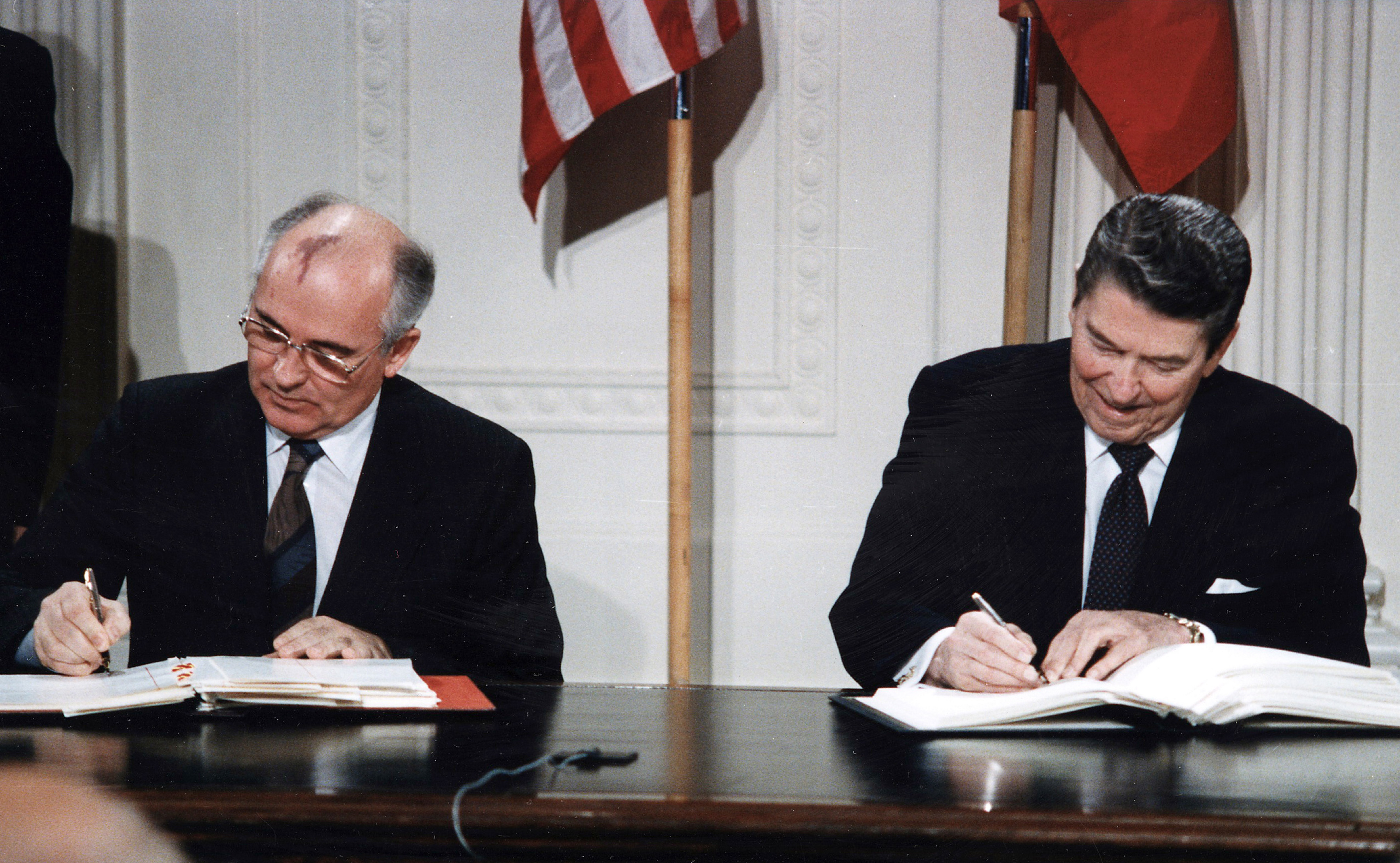
Президент США Рональд Рейган і Генеральний секретар ЦК КПРС Михайло Горбачов підписують договір про ліквідацію ракет середньої і малої дальності

У червні 1979 року між США та СРСР укладено угоду ОСО-2, що визначає порядок контролю озброєнь та ставить за мету обмеження ядерних запасів країн.
У листопаді того ж року у Берліні на святкуванні тридцятої річниці заснування Німецької Демократичної Республіки Генеральний секретар ЦК КПРС Леонід Брежнєв урочисто оголосив про намір СРСР вивести 20 тисяч військових та 1 тисячу танків зі Східної Німеччини, а також запропонував скоротити кількість радянських ракет, націлених на Західну Європу. Проте головною умовою виконання усіх цих пропозицій лідер СРСР назвав відмову НАТО від реалізації планів щодо модернізації ядерного арсеналу, що буде спрямований на Радянський Союз.
А вже 8 грудня 1987 року Сполучені Штати і Радянський Союз підписали Договір про ліквідацію ракет середньої та малої дальності.

## Згадка в мистецтві
У художньому фільмі «Восьминіжка» про англійського суперагента Джеймса Бонда тема так званих «євроракет» і «подвійного рішення» частково згадується.